# Adlullia javanoides
Adlullia javanoides är en fjärilsart som beskrevs av Holloway 1999. Adlullia javanoides ingår i släktet Adlullia och familjen tofsspinnare. Inga underarter finns listade i Catalogue of Life.